# Tenderloin (film)
Tenderloin is een Amerikaanse misdaadfilm uit 1928 onder regie van Michael Curtiz. In Nederland werd de film destijds uitgebracht onder de titel Onderwereld. De film is wellicht zoekgeraakt.

## Verhaal
Rose Shannon werkt in een nachtclub in de rosse buurt van New York. Ze is verliefd op de crimineel Chuck White, die de nachtclub gebruikt als ontmoetingsplek. Chuck behandelt haar echter als een stuk speelgoed. Dan raakt Rose betrokken bij een misdaad.

## Rolverdeling
| Acteur           | Personage         |
| ---------------- | ----------------- |
| Dolores Costello | Rose Shannon      |
| Conrad Nagel     | Chuck White       |
| Mitchell Lewis   | The Professor     |
| Dan Wolheim      | Lefty             |
| John Miljan      | Bank Teller       |
| George E. Stone  | Sparrow           |
| Pat Hartigan     | The Mug           |
| Fred Kelsey      | Detective Simpson |
| G. Raymond Nye   | Cowles            |
| Evelyn Pierce    | Bobby             |
| Dorothy Vernon   | Tante Molly       |